# Brändön
Brändön est une localité de la commune de Luleå dans le comté de Norrbotten en Suède.
Brändön est aussi le nom de cette ile de l'archipel de Luleå.
Sa population était de 344 habitants en 2019.